# جون ماثيسون
جون ماثيسون هو محامي وقاضي وسياسي كندي، ولد في 14 نوفمبر 1917 في أرونديل في كندا، وتوفي في 27 ديسمبر 2013 في كينغستون في كندا. نشط حزبياً في الحزب الليبرالي الكندي. وقد انتخب عضو مجلس العموم الكندي.